# Buuschebach
Der Buuschebach ist ein gut neun Kilometer langer linker Zufluss der Simme im Schweizer Kanton Bern.

## Geographie

### Verlauf

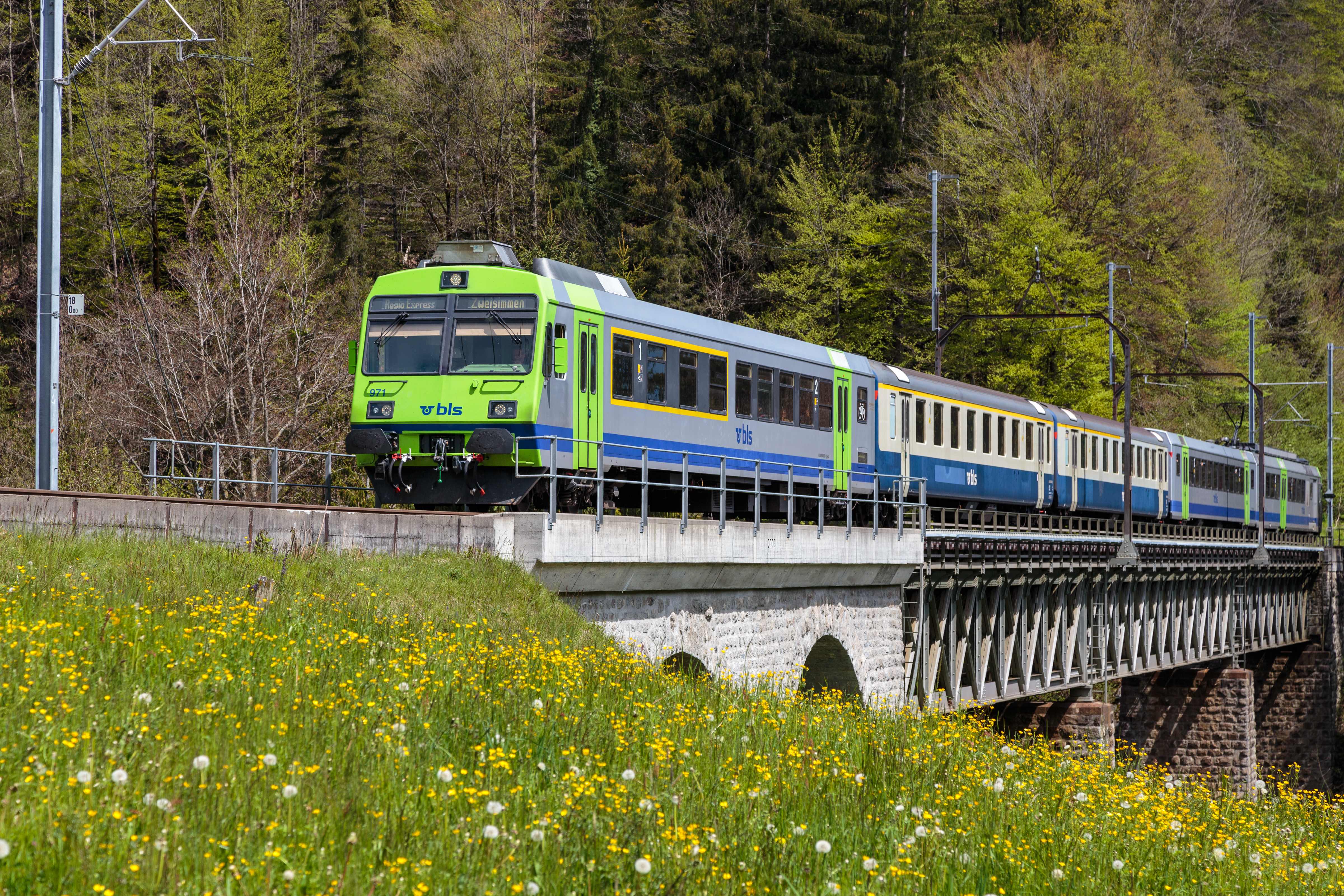
Buuschebachbrücke mit BLS Regioexpress

Der Buuschebach (auch Bunschenbach) entspringt auf einer Höhe von 1873 m ü. M. im Gantrischgebiet im Berner Oberland auf dem Gebiet der Gemeinde Därstetten. Die Quellbäche befinden sich im Gebiet der Alp Chessel am Südhang des Gantrisch und unter dem Leiterepass. Der Bach fliesst etwas mehr als einen Kilometer gegen Osten und danach unterhalb der Chrummfadenflue steil neben der Alp Mittelberg gegen Süden in den Talberggrabe. Dort nimmt er die Bäche aus dem Talmattgrabe und dem Haaggligrabe und den Zügeggbach auf. Durch die Schlucht zwischen Haagge und Stuefegrind erreicht er das enge, mehrheitlich bewaldete Buuschetal zwischen der Schwidenegg und dem Looherehürli, wo von Osten der Walalpbach und danach von Südosten der Bach aus dem Teufegrabe und dann noch einige weitere Bäche in ihn münden. Im unteren Bereich des Buuschetals liegt das Bachbett in einer tief eingeschnittenen Felsschlucht. Unterhalb der Rodungslichtung Leitereweideni nimmt der Buuschebach auf der Höhe von 891 m ü. M. von rechts seinen grössten Zufluss, den Morgetebach, auf.
Von der Mündung des Hopfenegggrabens an bildet der Buuschebach die Grenze zwischen den Gemeinden Därstetten und Oberwil im Simmental.
Der Buuschebach durchquert in einem engen, felsigen Tobel die Bergkette Lienegg-Looherehürli und passiert die Stelle des ehemaligen Weissenburgbads. Er speist ein privates Kleinkraftwerk, das früher dem ehemaligen Kurhaus den elektrischen Strom lieferte. Nach einer letzten Schluchtpassage erreicht der Bach das Dorf Weissenburg, wo ihn eine Brücke der BLS-Strecke Spiez-Erlenbach-Zweisimmen und eine Brücke der Hauptstrasse 11 überqueren. Im Dorf mündet er auf der Höhe von 737 m ü. M. in die Simme.
Auf dem schmalen Felsporn zwischen der Simme und dem Buuschebach stand die mittelalterliche Burg Weissenburg, von der nur noch wenige Ruinen erhalten sind.
Gewisse spektakuläre Schluchtpartien des Buuschebachlaufs sind für das Canyoning und Schluchtwandern beliebt. Durch den unteren Talabschnitt führt ein Wanderweg.

### Einzugsgebiet
Das Einzugsgebiet des Buuschebachs ist 28,6 km² gross und besteht zu 31,8 % aus bestockter Fläche, zu 48,7 % aus Landwirtschaftsfläche, zu 0,7 % aus Siedlungsfläche, zu 1,4 % aus Gewässerfläche und zu 17,4 % aus unproduktiven Flächen.
Die Flächenverteilung
Die mittlere Höhe des Einzugsgebietes beträgt 1558 m ü. M., die minimale Höhe liegt bei 736 m ü. M. und die maximale Höhe bei 2169 m ü. M.

### Zuflüsse
Die Zuflüsse werden von der Quelle zur Mündung nach dem Geoportal Kanton Bern aufgelistet. Die Daten zu Länge (km), Einzugsgebiet (km²) und Mittleren Abfluss (l/s) stammen vom kantonalen Geoportal oder von swisstopo.
- Haaggligrabe (rechter Quellbach[Anm 1]), 4,0 km, 5,76 km², 200 l/s
- Walalpbach (linker Quellbach'[Anm 2]), 4,1 km, 6,48 km², 230 l/s
- Teufegrabe (links), 1,3 km, 1,05 km²
- Looheregrabe (links), 0,4 km
- Gygergrabe (links) 0,1 km (mit Vorderen Gygergrabe 1,1 km)
- Haaggegrabe (rechts), 1,1 km
- Hinder Fallendbach (links), 0,3 km
- Mittler Fallendbach (links), 0,5 km
- Vorder Fallendbach (links), 0,4 km
- Rumpfgrabe (rechts), 1,0 km
- Flüewaldgrabe (links), 0,4 km
- Trämelchäle (links), 0,2 km
- Hopfenegggrabe (rechts), 1,0 km, 0,55 km²
- Morgetebach (rechts), 4,6 km, 9,19 km², 310 l/s
- Murschbrunnegräbli (rechts), 0,2 km
- Badgräbli (links), 0,9 km
- Pochtegräbli (rechts), 0,9 km

## Hydrologie
An der Mündung des Buuschebachs in die Simme beträgt seine modellierte mittlere Abflussmenge (MQ) 940 l/s. Sein Abflussregimetyp ist nival alpin und seine Abflussvariabilität beträgt 18.
Der modellierte monatliche mittlere Abfluss (MQ) des Buuschebachs in l/s